# Michael van der Mark
Michael van der Mark (* 26. Oktober 1992 in Gouda) ist ein niederländischer Motorradrennfahrer.

## Werdegang
Michael van der Mark startete von 2010 bis 2012 in der Superstock-600-Klasse Motorrad-Europameisterschaft, in der er 2012 auf einer Honda des Teams Ten Kate Racing den Titel errang. 2013 und 2014 war er in der Supersport-Weltmeisterschaft für Ten Kate aktiv und gewann 2014 auf Honda den Weltmeistertitel.

### Superbike-Weltmeisterschaft

#### Honda (2015–2016)
Zur Saison 2015 wechselte van der Mark innerhalb des Teams in die Superbike-Weltmeisterschaft und trat anfangs ebenfalls auf Honda an. Ihm gelang 2016 in Thailand seine erste und bisher einzige Pole-Position.

#### Yamaha (2017–2020)
Nach zwei Jahren auf Honda wechselte van der Mark 2017 zum Yamaha-Werksteam. Sein erster Sieg gelang ihm 2018 in Donington Park, er gewann auch das zweite Rennen dort. Am Ende der Saison wurde van der Mark Dritter, sein bis heute bestes WM-Ergebnis.

#### BMW (seit 2021)
Seit 2021 fährt van der Mark für das Werksteam von BMW. In seiner ersten Saison wurde er Gesamtsechster. Bestes Ergebnis war sein Sieg im Superpole Race in Portimão.
Die folgenden beiden Jahre waren geprägt von Verletzungen. Vor der Saison 2022 zog er sich beim Mountainbikefahren oberhalb des rechten Sprunggelenk mehrfache Brüche des Schien- und Wadenbeins zu. Dadurch verpasste er sowohl die Wintertestfahrten auch als das erste Rennwochenende in Aragon. Van der Mark startete erst wieder in Assen und erkämpfte sich Platz 8 im zweiten Hauptrennen. Beim folgenden Rennwochenende in Estoril verletzte er sich infolge eines Highsiders, ausgelöst durch einen Fahrfehler erneut. Er verpasste daraufhin die nächsten drei Veranstaltungen und stand in Magny-Cours wieder in der Startaufstellung. Im restlichen Verlauf der Saison schaffte er zwei Top-10-Ergebnisse.
2023 verletzte sich van der Mark bei der zweiten Saisonstation auf dem Mandalika International Street Circuit erneut durch einen Highsider schwer und brach sich die mittleren Fingerglieder von Ring- und kleinem Finger an der linken Hand. Ein weiterer Highsider beim zweiten Hauptrennen in Assen hatte den Bruch des linken Oberschenkels zur Folge. Van der Mark musste daraufhin die nächsten vier Rennwochenenden auslassen, verpasste also insgesamt 12 Rennen.
Zur Saison 2024 bekam er mit Toprak Razgatlıoğlu den Weltmeister von 2021 als neuen Teamkollegen. Die Saison verlief für Michael van der Mark erheblich besser. Er siegte in Magny-Cours erstmal für BMW in einem Hauptrennen nach über fünf Jahren und holte im letzten Rennen in Jerez seinen 42. Podestplatz. Er beendete die Saison auf dem sechsten Platz, während sein Teamkollege Weltmeister wurde.
Für die Saison 2025 bleibt die Fahrerpaarung gleich. Van der Mark hat im Gegensatz zu seinem Teamkollegen Probleme mit dem Motorrad, insbesondere bei heißen Bedingungen. Daraus resultieren die schlechteren Ergebnisse.

### MotoGP
2017 trat van der Mark in der MotoGP-Klasse der Motorrad-Weltmeisterschaft an. Er bestritt zwei Rennen als Ersatz für den verletzten Jonas Folger im Yamaha-Kundenteam Tech 3. Mit Platz 16 in Malaysia und Platz 17 in Valencia schaffte er es nicht in die Punkte.

### Langstrecken-Weltmeisterschaft
2013 bestritt Michael van der Mark zum ersten Mal die 8-Stunden-Rennen von Suzuka für das Team MuSASHI RT HARC-PRO auf einer Honda CBR1000RR. Teamkollegen waren der Brite Leon Haslam und der Japaner Takumi Takahashi. Das Team gewann das Rennen und van der Mark wurde somit der jüngste Sieger in der Geschichte dieses Langstreckenrennens. Im darauffolgenden Jahr gelang es dem Team, diesen Erfolg mit der identischen Fahrerbesetzung zu wiederholen. 2015 wurde Haslam und durch den Australier und zweifachen MotoGP-Weltmeister Casey Stoner ersetzt. Ein dritter Erfolg wurde van der Mark allerdings verwehrt. Stoner kam im Rennen zu Sturz, da an der Maschine das Gas hängen geblieben war. 2016 trat van der Mark zum vierten Mal für MuSASHI RT HARC-PRO an. Neuer Fahrer war Superbike-Teamkollege Nicky Hayden sowie ein weiteres Mal Takumi Takahashi. Das Rennen musste aufgrund technischer Probleme aufgegeben werden.
Aufgrund seines Wechsels in der Superbike-WM zu Yamaha trat van der Mark 2017 beim 8-Stunden-Rennen von Suzuka für das Yamaha-Werksteam an. Er siegte zusammen mit seinem WSBK-Teamkollegen Alex Lowes und dem Japaner Katsuyuki Nakasuga. 2018 gewannen er das Rennen mit der identischen Besetzung erneut. Es war der vierte Sieg in Folge für Yamaha und der insgesamt vierte Sieg für Michael van der Mark. Im Jahr 2019 wurden sie nach einer turbulenten Schlussphase und eingelegtem Protest von Kawasaki Zweiter, nachdem sie erst zum Sieger erklärt worden waren.
2025 wird van der Mark in Suzuka für BMW an den Start gehen. Er wird anstatt des Franzosen Sylvain Guintoli zusammen mit Markus Reiterberger und Steven Odendaal das Rennen bestreiten. Das Team wurde Gesamtfünfter und konnte lange mit den japanischen Werksteams mithalten. Ein Sturz von van der Mark an der Boxeneinfahrt aufgrund der gebrochenen rechten Fußrastenanlage, verhinderte ein besseres Ergebnis. Das Team fiel zwischenzeitlich auf Platz 18 zurück und musste sich anschließend wieder nach vorne kämpfen.

## Persönliches
Michael van der Mark lebt seit 2014 in einer festen Partnerschaft und ist Vater eines 2021 geborenen Sohnes. Seine Großmutter mütterlicherseits stammt aus Indonesien. Im Oktober 2024 vor der Superbike-Veranstaltung in Estoril starb in derselben Woche plötzlich und unerwartet seine Mutter. Van der Mark ging trotzdem in Portugal an den Start.

## Statistik

### Erfolge
- 2012 – Superstock-600-Europameister auf Honda
- 2013 – Sieger des 8-Stunden-Rennens von Suzuka zusammen mit Takumi Takahashi und Leon Haslam auf Honda
- 2014 – Supersport-Weltmeister auf Honda
- 2014 – Sieger des 8-Stunden-Rennens von Suzuka zusammen mit Takumi Takahashi und Leon Haslam auf Honda
- 2017 – Sieger des 8-Stunden-Rennens von Suzuka zusammen mit Katsuyuki Nakasuga und Alex Lowes auf Yamaha
- 2018 – Sieger des 8-Stunden-Rennens von Suzuka zusammen mit Katsuyuki Nakasuga und Alex Lowes auf  Yamaha

### In der Superbike-Weltmeisterschaft
(Stand: Hungarian Round, 27. Juli 2025)
| Saison | Team                               | Motorrad           | Rennen | Siege | Zweiter | Dritter | Poles | Schn. Runden | Punkte | Ergebnis |
| ------ | ---------------------------------- | ------------------ | ------ | ----- | ------- | ------- | ----- | ------------ | ------ | -------- |
| 2015   | PATA Honda World Superbike Team    | Honda CBR1000RR SP | 26     | –     | –       | 2       | –     | –            | 194    | 7.       |
| 2016   | Honda World Superbike Team         | Honda CBR1000RR SP | 26     | –     | 2       | 4       | 1     | –            | 267    | 4.       |
| 2017   | PATA YAMAHA WorldSBK Official Team | Yamaha YZF-R1      | 26     | –     | 1       | 1       | –     | 1            | 223    | 6.       |
| 2018   | PATA YAMAHA WorldSBK Official Team | Yamaha YZF-R1      | 25     | 2     | 5       | 3       | –     | 1            | 333    | 3.       |
| 2019   | PATA YAMAHA WorldSBK Official Team | Yamaha YZF-R1      | 34     | 1     | 4       | 3       | –     | –            | 327    | 4.       |
| 2020   | PATA YAMAHA WorldSBK Official Team | Yamaha YZF-R1      | 24     | 1     | 1       | 6       | –     | 1            | 223    | 5.       |
| 2021   | ROKiT BMW MOTORRAD WORLDSBK TEAM   | BMW M1000RR        | 37     | 1     | –       | 2       | –     | 2            | 262    | 6.       |
| 2022   | ROKiT BMW MOTORRAD WORLDSBK TEAM   | BMW M1000RR        | 21     | –     | –       | –       | –     | –            | 46     | 15.      |
| 2023   | ROKiT BMW MOTORRAD WORLDSBK TEAM   | BMW M1000RR        | 24     | –     | –       | –       | –     | –            | 54     | 17.      |
| 2024   | ROKiT BMW MOTORRAD WORLDSBK TEAM   | BMW M1000RR        | 36     | 1     | –       | 1       | –     | 1            | 245    | 6.       |
| 2025   | ROKiT BMW MOTORRAD WORLDSBK TEAM   | BMW M1000RR        | 24     | –     | –       | –       | –     | –            | 70     | 15.*     |
| Gesamt | Gesamt                             | Gesamt             | 303    | 6     | 13      | 22      | 1     | 6            | 2244   |          |

* Laufende Saison

### Einzelergebnisse
| Saison | 1          | 1          | 2        | 2        | 3         | 3         | 4           | 4           | 5       | 5       | 6                      | 6                      | 7                      | 7                      | 8                  | 8                  | 9                  | 9                  | 10          | 10          | 11         | 11         | 12          | 12          | 13    | 13    |
| ------ | ---------- | ---------- | -------- | -------- | --------- | --------- | ----------- | ----------- | ------- | ------- | ---------------------- | ---------------------- | ---------------------- | ---------------------- | ------------------ | ------------------ | ------------------ | ------------------ | ----------- | ----------- | ---------- | ---------- | ----------- | ----------- | ----- | ----- |
| Saison | R1         | R2         | R1       | R2       | R1        | R2        | R1          | R2          | R1      | R2      | R1                     | R2                     | R1                     | R2                     | R1                 | R2                 | R1                 | R2                 | R1          | R2          | R1         | R2         | R1          | R2          | R1    | R2    |
| 2015   | Australien | Australien | Thailand | Thailand | Aragonien | Aragonien | Niederlande | Niederlande | Italien | Italien | Vereinigtes Konigreich | Vereinigtes Konigreich | Portugal               | Portugal               | Emilia-Romagna     | Emilia-Romagna     | Vereinigte Staaten | Vereinigte Staaten | Malaysia    | Malaysia    | Spanien    | Spanien    | Frankreich  | Frankreich  | Katar | Katar |
| 2015   | 5          | DNF        | DNF      | 7        | DNF       | 8         | 3           | 3           | 9       | DNF     | DSQ                    | DNF                    | 9                      | 5                      | 10                 | 10                 | 8                  | 7                  | DNF         | 5           | 3          | 13         | 4           | 4           | 5     | 4     |
| 2016   | Australien | Australien | Thailand | Thailand | Aragonien | Aragonien | Niederlande | Niederlande | Italien | Italien | Malaysia               | Malaysia               | Vereinigtes Konigreich | Vereinigtes Konigreich | Emilia-Romagna     | Emilia-Romagna     | Vereinigte Staaten | Vereinigte Staaten | Deutschland | Deutschland | Frankreich | Frankreich | Spanien     | Spanien     | Katar | Katar |
| 2016   | 3          | 2          | 3        | 4        | DNF       | 7         | DNF         | 3           | 7       | 9       | 7                      | 6                      | 8                      | 8                      | 3                  | 10                 | 4                  | 7                  | 6           | 8           | 2          | 5          | 5           | 6           | 9     | 11    |
| 2017   | Australien | Australien | Thailand | Thailand | Aragonien | Aragonien | Niederlande | Niederlande | Italien | Italien | Vereinigtes Konigreich | Vereinigtes Konigreich | Emilia-Romagna         | Emilia-Romagna         | Vereinigte Staaten | Vereinigte Staaten | Deutschland        | Deutschland        | Portugal    | Portugal    | Frankreich | Frankreich | Spanien     | Spanien     | Katar | Katar |
| 2017   | 9          | 7          | 5        | DNF      | 5         | 5         | DNF         | 4           | 7       | 9       | 5                      | 4                      | DNF                    | 4                      | 8                  | 10                 | 15                 | 11                 | 5           | 2           | 9          | 3          | 5           | 6           | DNF   | 4     |
| 2018   | Australien | Australien | Thailand | Thailand | Aragonien | Aragonien | Niederlande | Niederlande | Italien | Italien | Vereinigtes Konigreich | Vereinigtes Konigreich | Tschechien             | Tschechien             | Vereinigte Staaten | Vereinigte Staaten | Emilia-Romagna     | Emilia-Romagna     | Portugal    | Portugal    | Frankreich | Frankreich | Argentinien | Argentinien | Katar | Katar |
| 2018   | 9          | 7          | 7        | 2        | 5         | 5         | 2           | 3           | 6       | DNF     | 1                      | 1                      | 4                      | 2                      | 8                  | 5                  | 4                  | 2                  | 3           | 2           | 7          | 3          | 8           | 9           | 7     | C     |

| Saison | 1          | 1          | 1          | 2           | 2           | 2           | 3              | 3              | 3              | 4                      | 4                      | 4                      | 5                      | 5                      | 5                      | 6                      | 6                      | 6                      | 7                      | 7                      | 7                      | 8                      | 8                      | 8                      | 9                  | 9                  | 9                  | 10          | 10          | 10          | 11         | 11         | 11         | 12          | 12          | 12          | 13         | 13         | 13         |
| ------ | ---------- | ---------- | ---------- | ----------- | ----------- | ----------- | -------------- | -------------- | -------------- | ---------------------- | ---------------------- | ---------------------- | ---------------------- | ---------------------- | ---------------------- | ---------------------- | ---------------------- | ---------------------- | ---------------------- | ---------------------- | ---------------------- | ---------------------- | ---------------------- | ---------------------- | ------------------ | ------------------ | ------------------ | ----------- | ----------- | ----------- | ---------- | ---------- | ---------- | ----------- | ----------- | ----------- | ---------- | ---------- | ---------- |
| Saison | R1         | SR         | R2         | R1          | SR          | R2          | R1             | SR             | R2             | R1                     | SR                     | R2                     | R1                     | SR                     | R2                     | R1                     | SR                     | R2                     | R1                     | SR                     | R2                     | R1                     | SR                     | R2                     | R1                 | SR                 | R2                 | R1          | SR          | R2          | R1         | SR         | R2         | R1          | SR          | R2          | R1         | SR         | R2         |
| 2019   | Australien | Australien | Australien | Thailand    | Thailand    | Thailand    | Aragonien      | Aragonien      | Aragonien      | Niederlande            | Niederlande            | Niederlande            | Italien                | Italien                | Italien                | Spanien                | Spanien                | Spanien                | Emilia-Romagna         | Emilia-Romagna         | Emilia-Romagna         | Vereinigtes Konigreich | Vereinigtes Konigreich | Vereinigtes Konigreich | Vereinigte Staaten | Vereinigte Staaten | Vereinigte Staaten | Portugal    | Portugal    | Portugal    | Frankreich | Frankreich | Frankreich | Argentinien | Argentinien | Argentinien | Katar      | Katar      | Katar      |
| 2019   | 5          | 5          | 4          | 4           | 4           | 4           | 6              | 15             | 8              | 3                      | C                      | 2                      | 4                      | 4                      | C                      | 2                      | 2                      | 1                      | DNS                    | DNS                    | DNS                    | 8                      | 8                      | 8                      | 7                  | 10                 | DNF                | 3           | 6           | 7           | 13         | 3          | 2          | 4           | 6           | 4           | 6          | 6          | 7          |
| 2020   | Australien | Australien | Australien | Spanien     | Spanien     | Spanien     | Portugal       | Portugal       | Portugal       | Aragonien              | Aragonien              | Aragonien              | Aragonien              | Aragonien              | Aragonien              | Katalonien             | Katalonien             | Katalonien             | Frankreich             | Frankreich             | Frankreich             | Portugal               | Portugal               | Portugal               |                    |                    |                    |             |             |             |            |            |            |             |             |             |            |            |            |
| 2020   | 4          | 5          | 4          | DNF         | 3           | 7           | 3              | 7              | 3              | 5                      | 3                      | 6                      | 4                      | 10                     | 6                      | 4                      | 1                      | 2                      | 9                      | 3                      | 5                      | DNF                    | 3                      | 4                      |                    |                    |                    |             |             |             |            |            |            |             |             |             |            |            |            |
| 2021   | Aragonien  | Aragonien  | Aragonien  | Portugal    | Portugal    | Portugal    | Emilia-Romagna | Emilia-Romagna | Emilia-Romagna | Vereinigtes Konigreich | Vereinigtes Konigreich | Vereinigtes Konigreich | Niederlande            | Niederlande            | Niederlande            | Tschechien             | Tschechien             | Tschechien             | Navarra                | Navarra                | Navarra                | Frankreich             | Frankreich             | Frankreich             | Katalonien         | Katalonien         | Katalonien         | Spanien     | Spanien     | Spanien     | Portugal   | Portugal   | Portugal   | Argentinien | Argentinien | Argentinien | Indonesien | Indonesien | Indonesien |
| 2021   | 11         | 5          | 5          | 7           | 13          | 6           | 10             | DNF            | 10             | 5                      | 3                      | 5                      | 4                      | DNF                    | 6                      | DNF                    | 11                     | 7                      | 7                      | 8                      | 9                      | 5                      | 6                      | 8                      | 5                  | DNF                | 9                  | 7           | C           | 8           | DNF        | 1          | 6          | 6           | 5           | 6           | 6          | C          | 3          |
| 2022   | Aragonien  | Aragonien  | Aragonien  | Niederlande | Niederlande | Niederlande | Portugal       | Portugal       | Portugal       | Emilia-Romagna         | Emilia-Romagna         | Emilia-Romagna         | Vereinigtes Konigreich | Vereinigtes Konigreich | Vereinigtes Konigreich | Tschechien             | Tschechien             | Tschechien             | Frankreich             | Frankreich             | Frankreich             | Katalonien             | Katalonien             | Katalonien             | Portugal           | Portugal           | Portugal           | Argentinien | Argentinien | Argentinien | Indonesien | Indonesien | Indonesien | Australien  | Australien  | Australien  |            |            |            |
| 2022   | INJ        | INJ        | INJ        | 13          | 10          | 8           | WD             | WD             | WD             | INJ                    | INJ                    | INJ                    | INJ                    | INJ                    | INJ                    | INJ                    | INJ                    | INJ                    | 12                     | 13                     | DNF                    | DNF                    | DNF                    | 13                     | 14                 | 8                  | 12                 | 10          | 11          | 10          | DNF        | 10         | 12         | DNF         | 21          | 12          |            |            |            |
| 2023   | Australien | Australien | Australien | Indonesien  | Indonesien  | Indonesien  | Niederlande    | Niederlande    | Niederlande    | Katalonien             | Katalonien             | Katalonien             | Emilia-Romagna         | Emilia-Romagna         | Emilia-Romagna         | Vereinigtes Konigreich | Vereinigtes Konigreich | Vereinigtes Konigreich | Italien                | Italien                | Italien                | Tschechien             | Tschechien             | Tschechien             | Frankreich         | Frankreich         | Frankreich         | Aragonien   | Aragonien   | Aragonien   | Portugal   | Portugal   | Portugal   | Spanien     | Spanien     | Spanien     |            |            |            |
| 2023   | DNF        | 10         | 12         | 6           | 8           | DNF         | 13             | 10             | DNF            | INJ                    | INJ                    | INJ                    | INJ                    | INJ                    | INJ                    | INJ                    | INJ                    | INJ                    | INJ                    | INJ                    | INJ                    | 13                     | 14                     | 15                     | 16                 | 13                 | DNF                | 13          | 13          | 11          | 7          | 7          | 11         | DNF         | 8           | 12          |            |            |            |
| 2024   | Australien | Australien | Australien | Katalonien  | Katalonien  | Katalonien  | Niederlande    | Niederlande    | Niederlande    | Emilia-Romagna         | Emilia-Romagna         | Emilia-Romagna         | Vereinigtes Konigreich | Vereinigtes Konigreich | Vereinigtes Konigreich | Tschechien             | Tschechien             | Tschechien             | Portugal               | Portugal               | Portugal               | Frankreich             | Frankreich             | Frankreich             | Italien            | Italien            | Italien            | Aragonien   | Aragonien   | Aragonien   | Portugal   | Portugal   | Portugal   | Spanien     | Spanien     | Spanien     |            |            |            |
| 2024   | 7          | 16         | 8          | 9           | 6           | 4           | 7              | 8              | 9              | 8                      | 12                     | DNF                    | 9                      | 12                     | 12                     | 9                      | 9                      | 5                      | 6                      | 4                      | 7                      | 1                      | 8                      | 5                      | 7                  | 12                 | 7                  | 9           | 8           | 7           | 7          | 13         | 5          | 6           | 6           | 3           |            |            |            |
| 2025   | Australien | Australien | Australien | Portugal    | Portugal    | Portugal    | Niederlande    | Niederlande    | Niederlande    | Italien                | Italien                | Italien                | Tschechien             | Tschechien             | Tschechien             | Emilia-Romagna         | Emilia-Romagna         | Emilia-Romagna         | Vereinigtes Konigreich | Vereinigtes Konigreich | Vereinigtes Konigreich | Ungarn                 | Ungarn                 | Ungarn                 | Frankreich         | Frankreich         | Frankreich         | Aragonien   | Aragonien   | Aragonien   | Portugal   | Portugal   | Portugal   | Spanien     | Spanien     | Spanien     |            |            |            |
| 2025   | DNF        | 12         | 14         | 6           | 7           | 5           | 9              | 5              | 17             | 8                      | 9                      | 9                      | DNF                    | 13                     | 14                     | DNF                    | 12                     | 10                     | 13                     | DNF                    | DNF                    | 11                     | 15                     | 16                     |                    |                    |                    |             |             |             |            |            |            |             |             |             |            |            |            |

| Legende  | Legende            | Legende                                                          |
| Farbe    | Abkürzung          | Bedeutung                                                        |
| -------- | ------------------ | ---------------------------------------------------------------- |
| Gold     | –                  | Sieg                                                             |
| Silber   | –                  | 2. Platz                                                         |
| Bronze   | –                  | 3. Platz                                                         |
| Grün     | –                  | Platzierung in den Punkten                                       |
| Blau     | –                  | Klassifiziert außerhalb der Punkteränge                          |
| Violett  | DNF                | Rennen nicht beendet (did not finish)                            |
| Violett  | NC                 | nicht klassifiziert (not classified)                             |
| Rot      | DNQ                | nicht qualifiziert (did not qualify)                             |
| Rot      | DNPQ               | in Vorqualifikation gescheitert (did not pre-qualify)            |
| Schwarz  | DSQ                | disqualifiziert (disqualified)                                   |
| Weiß     | DNS                | nicht am Start (did not start)                                   |
| Weiß     | WD                 | zurückgezogen (withdrawn)                                        |
| Hellblau | PO                 | nur am Training teilgenommen (practiced only)                    |
| Hellblau | TD                 | Freitags-Testfahrer (test driver)                                |
| ohne     | DNP                | nicht am Training teilgenommen (did not practice)                |
| ohne     | INJ                | verletzt oder krank (injured)                                    |
| ohne     | EX                 | ausgeschlossen (excluded)                                        |
| ohne     | DNA                | nicht erschienen (did not arrive)                                |
| ohne     | C                  | Rennen abgesagt (cancelled)                                      |
| ohne     | keine WM-Teilnahme |                                                                  |
| sonstige | P/fett             | Pole-Position                                                    |
| sonstige | 1/2/3/4/5/6/7/8    | Punktplatzierung im Sprint-/Qualifikationsrennen                 |
| sonstige | SR/kursiv          | Schnellste Rennrunde                                             |
| sonstige | *                  | nicht im Ziel, aufgrund der zurückgelegten Distanz aber gewertet |
| sonstige | ()                 | Streichresultate                                                 |
| sonstige | unterstrichen      | Führender in der Gesamtwertung                                   |

### 8-Stunden-Rennen von Suzuka
| Jahr | Team                              | Teamkollege 1       | Teamkollege 2      | Motorrad        | Position | Ausfallgrund       |
| ---- | --------------------------------- | ------------------- | ------------------ | --------------- | -------- | ------------------ |
| 2013 | MuSASHi RT HARC-PRO.              | Leon Haslam         | Takumi Takahashi   | Honda CBR1000RR | 1.       |                    |
| 2014 | MuSASHi RT HARC-PRO.              | Leon Haslam         | Takumi Takahashi   | Honda CBR1000RR | 1.       |                    |
| 2015 | MuSASHi RT HARC-PRO.              | Casey Stoner        | Takumi Takahashi   | Honda CBR1000RR | Ausfall  | Sturz              |
| 2016 | MuSASHi RT HARC-PRO.              | Nicky Hayden        | Takumi Takahashi   | Honda CBR1000RR | Ausfall  | Technischer Defekt |
| 2017 | Yamaha Factory Racing Team        | Alex Lowes          | Katsuyuki Nakasuga | Yamaha YZF-R1   | 1.       |                    |
| 2018 | Yamaha Factory Racing Team        | Alex Lowes          | Katsuyuki Nakasuga | Yamaha YZF-R1   | 1.       |                    |
| 2019 | Yamaha Factory Racing Team        | Alex Lowes          | Katsuyuki Nakasuga | Yamaha YZF-R1   | 2.       |                    |
| 2025 | BMW Motorrad World Endurance Team | Markus Reiterberger | Steven Odendaal    | BMW M1000RR     | 5.       |                    |